# Jean-Philippe Renoult
Jean-Philippe Renoult (geboren am 28. Oktober 1963 in Paris) ist ein französischer Medienkünstler, Autor von Essays, Musikkritiker und Professor für Radiogestaltung. Sein Spezialgebiet sind elektronische Musik und digitale Welten.

## Biografie
Als Sound-Künstler praktiziert Jean-Philippe Renoult schon früh die Technik der Field Recordings (Aufnahmen im öffentlichen Raum). Seine Arbeiten präsentieren sich als Hör-Dispositive, wie zum Beispiel Pourtant Tout Simple, ein elektroakustisches Auftragswerk für GRM (Groupe de recherches musicales), oder I could never make that Music Again in Zusammenarbeit mit Jean-Yves Leloup im Rahmen der Veranstaltungsreihe Radiodays der Galerie De Appel (Amsterdam). Diese Arbeit, die beim Label Sub Rosa als CD erschienen ist, wurde mit dem vierten Qwartz Award für Neue Musik und elektronische Musik ausgezeichnet.
Renoult ist der Verfasser von Global Tekno : eine Initiationsreise ins Herzen der elektronischen Musik, wofür er 1999 mit dem Preis für Musikliteratur der Académie Charles Cros ausgezeichnet wurde.
Als Musikkritiker und Chefredakteur publiziert er von 1994 bis 1999 für das monatliche Fachmagazin elektronischer Musik, CODa Magazine. Seine Kritiken erscheinen in Art Press, Mouvement – hier veröffentlicht er einen Artikel über Christian Marclay, oder The Residents, über die bislang einzigartige Ausbildung MCD – Musiques et Cultures Digitales. Renoult schrieb auch Beiträge für die website poptronics.fr.
In seiner Rolle als Radiomacher und Moderator sendet er seit den neunziger Jahren musikkritische Beiträge auf Radio FG, Radio Nova, sowie später France Culture, wo er auf Vorschlag von Daniel Caux von 1999 bis 2005 im regulären Sendungsteam angestellt ist. Dort produziert er Formate für die einschlägigen Sendungsreihen Les chemins de la musique sowie Carnet de notes. Sein Markenzeichen ist die Verknüpfung von Popkultur und musikalischer Expertise. Für France Culture gestaltet er auch erstmals ein Atelier für Tonkunst unter dem Titel En Echos/SonoTech sowie die wöchentliche Diskussionsreihe Net Plus Ultra, die sich mit  Internet und Cyberkultur beschäftigt.
Am Centre Pompidou in Paris präsentiert und moderiert er seit 2001 die Veranstaltungsreihe Cinema de Demain. 2005 ruft er die diskursive Reihe Voir et entendre ins Leben, die sich mit der Beziehung von Klang und Bild in Kino und Gegenwartskunst beschäftigt. Seit 2005 kreiert er Radiobeiträge für internationale Sender: ABC (Australien), BBC (Großbritannien), ORF / Kunst Radio (Österreich) sowie für Resonance FM (London) und das Netzwerk Radia. Jean-Philippe Renoult arbeitet in Kollaboration mit seiner Partnerin DinahBird. Sie kreieren Filmmusik, Soundinstallationen, künstlerische Dispositive der Radioübertragung.
Seit 2012 ist Jean-Phillipe Renoult Professor für Radio-Sendungsgestaltung am Institut supérieur de l'image et du son (ISIS Paris).

## Ausstellungen
- 2011–2014: Tag Audio Loops, Wanderausstellung, u. a zu sehen am Skulpturenmuseum, Marl (Deutschland)
- 2014: 2 mn 35,[2] Installation für die Ausstellung Re-Former le Monde Visible, Marlène Rigler (dir.), Le 116 Kunstraum, Montreuil (Seine-Saint-Denis).
- 2015: Vue du Ciel, Installation, Kuratorin: Agnès de Cayeux, Le Bel Ordinaire de Pau
- 2016: The Hum, Installation für Radio Revolten im Rahmen der Ausstellung « The Great Murmur : The Metamorphosis of Radio »3, Halle (Deutschland).[3]

## Bibliographie
- mit Jean-Yves Leloup: Global Tekno: voyages initiatiques au cœur des musiques électroniques. Vorwort von Ariel Kyrou, Fotografien von Pierre-Emannuel Rastoin. Le Camion blanc, Nancy 1999. (Wiederauflage: 2007, ISBN 978-2-35012-190-1)
- Ariel Kyrou: Techno-rebelle : un siècle de musiques électroniques. Postface. Denoe͏̈l, Paris 2002, ISBN 2-207-25352-X.